# 中國目錄學
中國目錄學，又稱中國古典目录学、古典目录学、目錄學，是一门研究中國歷代校書措施以及目錄工作發展歷史的學科。
中国目錄學正式開始於漢代劉向所作的《別錄》和劉歆所作的《七略》，此後歷代都編寫目錄、提要，以清代《四庫全書總目提要》為大成。官修目錄方面，漢代以後幾乎所有朝代都為其藏書作目錄。在史志目錄方面，「二十四史」中有六部含《藝文志》或是《經籍志》。私人目錄方面，則有晁公武的《郡齋讀書志》、尤袤的《遂初堂書目》和陳振孫的《直齋書錄解題》等。

## 詞源
「目錄」是「目」和「錄」的合稱。「目」本意是人類的眼睛，後來因為樹節也稱目，因此引申為「篇名」或者「書名」。此外，目還有逐一舉要的含義。「錄」和「略」相對，意指詳敘或者着重說明，又可以指「次第」的意思。將一批書名或者篇名依次排列則稱為「目錄」。早於漢代就有「目錄」一詞，《文選李善注》引《七略》指：「尚書有青絲編目錄」，可見在劉向編寫目錄的時候就已經有「目錄」一詞:1-2。而「目錄學」一詞早於宋朝就已經出現，蘇象先在《蘇魏公譚訓》指：「祖父謁王原叔，因論政事，仲至侍則，原叔檢書史，指之曰：『此兒有目錄之學』」，可見「目錄」作為專門學問不遲於北宋初年。:5-6

## 理論形成

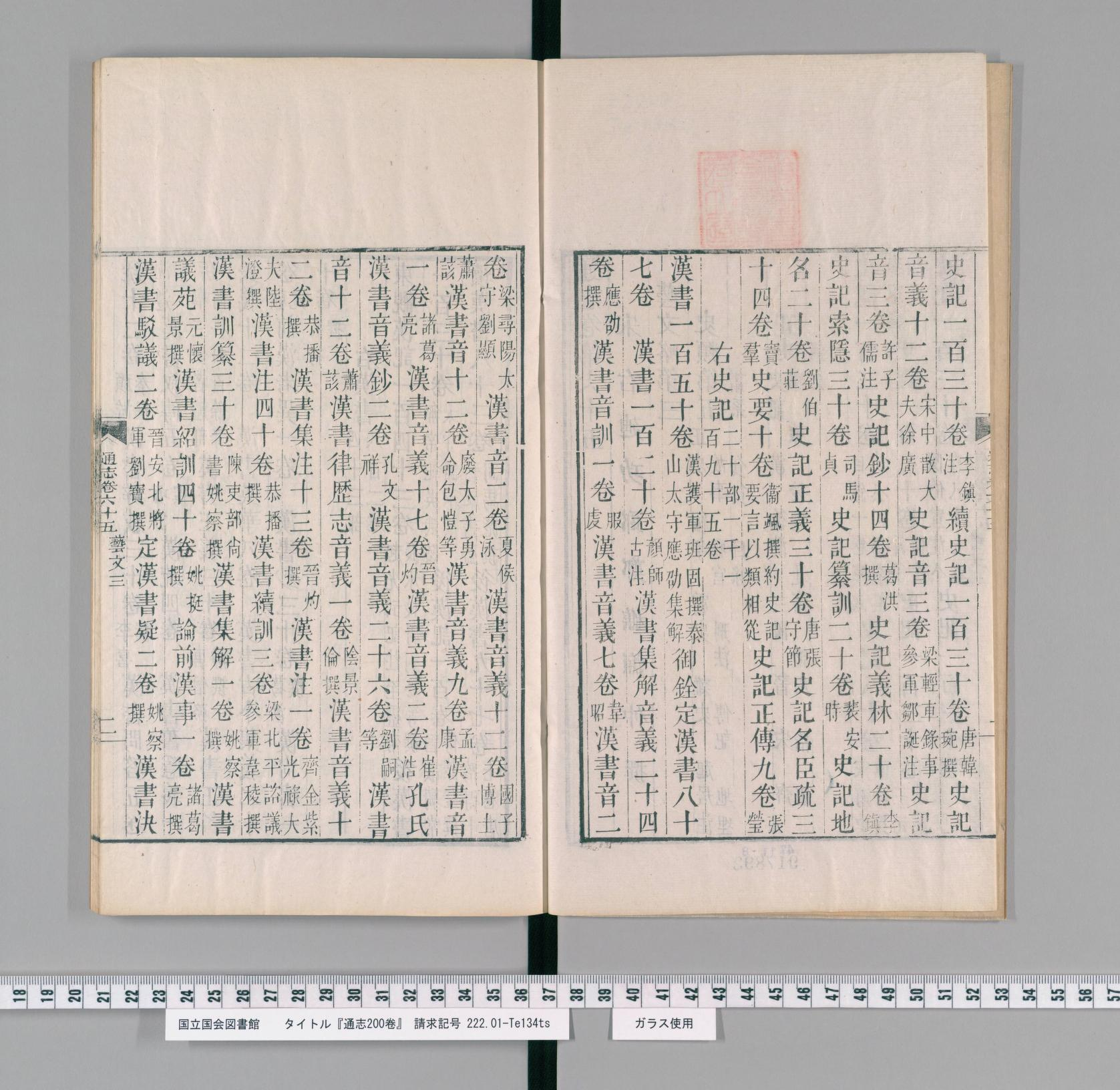
《通志》，國立國書圖書館數字館藏

雖然「目錄學」一詞最早可見於北宋，但是「目錄學」自「校讎學」分離卻是較晚的事情。南宋鄭樵編寫《通志》，當中立《校讎略》以記途圖書搜求、整理、編目等事，當中將目錄學視為是校讎學的一部份:5-6。清代學者章學誠同樣否定目錄學的存在，他在《校讎通義·序》先是認可了劉向父子二人在校讎學上的作用，指「校讎之義，蓋自劉向父子部次條別，將以辨章學術，考鏡源流」，此句子經常被引用表明目錄學的意義:32-34。在《章氏遺書·信摭》中他認為，「近人不得其說，而於古書有篇卷參差，敘例同異當考辯者，乃謂古人別錄有目錄之學，真屬詫聞」，認為目錄學只是校讎學的一部分。近代學者張舜徽又主張校讎大名可統目錄小名，而不需要將目錄學從當中分開，「夫目錄既由校讎而來，則稱舉大名，自足統其小號」（《廣校讎略》卷一，《校讎名義及封城論·論目錄學名義之非》），並認為校讎學可以分作目錄學、版本學、校勘學三項。:5-6
至民國時期，余嘉錫、姚名達才將目錄學自校讎學中分離。在余嘉錫所作的《目錄學發微》中，他認為目錄學可以從校讎學中分開，認為如劉向所指「一人校書，校其上下，得其謬誤為校；一人持本，一人讀書，若怨家相對為讎」，校讎則是校勘文字篇次的錯誤，認為和編寫目錄無關。此外，他認為鄭、章等人只是將目錄學當成「書目之澩」，沒有觀察目錄學經什麼具體內容和程序所編成，對於目錄的認識過窄。姚名達在其《中國目錄學史》中同樣認為目錄學可以從校讎學中分離，「目錄學者，將群書部次甲乙，條別異同，推闡大義，疏通倫類，將以辨章學術，考鏡源流，欲人即類求書，因術究學之專門學術也」，表達目錄學有獨立、多元的學術功能。:6-7

## 目录的分類

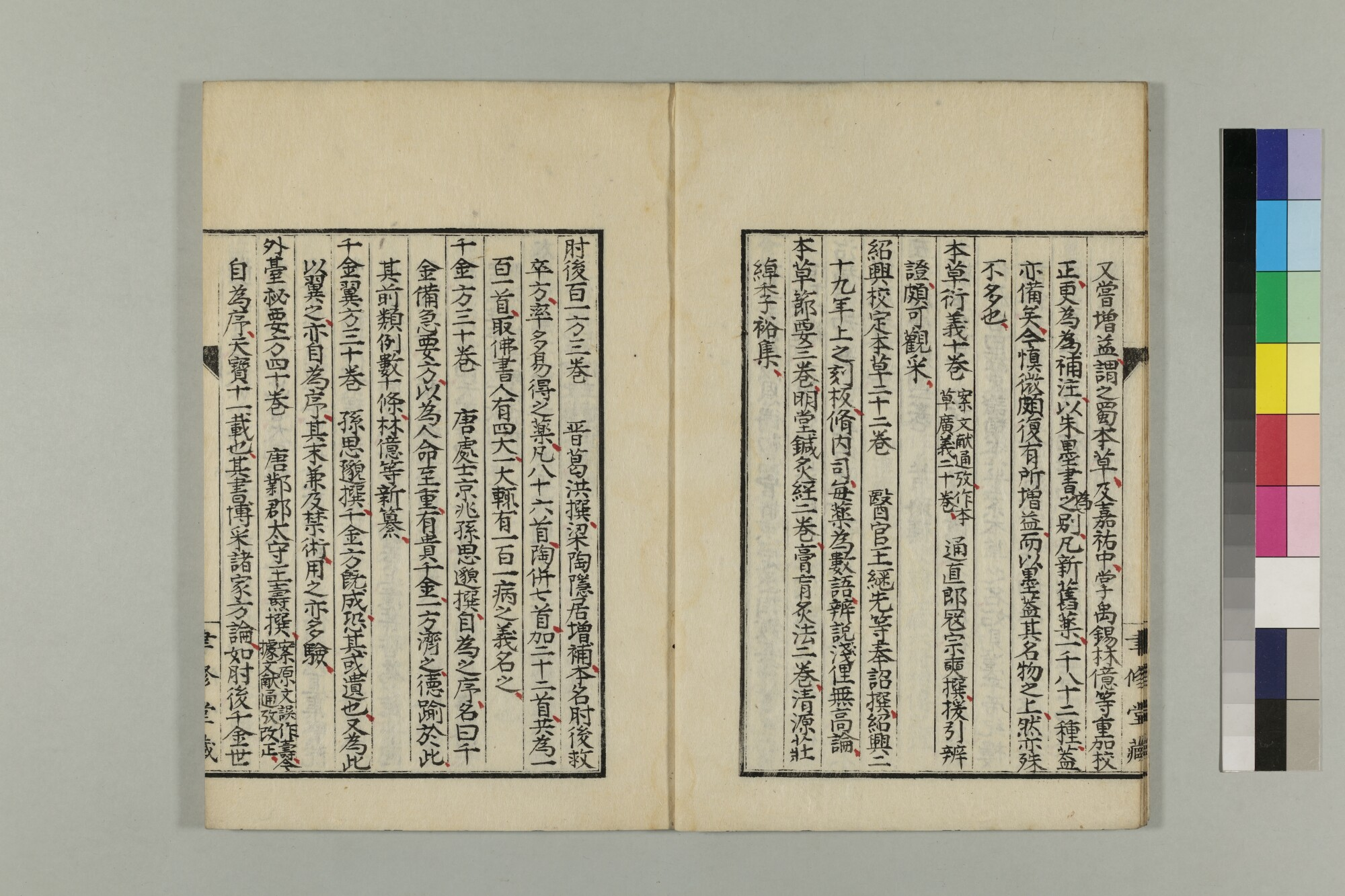
富士川文庫《直齋書錄解題》，南宋陳振孫的私撰目錄。先是列出書，然後是解題

### 隋唐五代

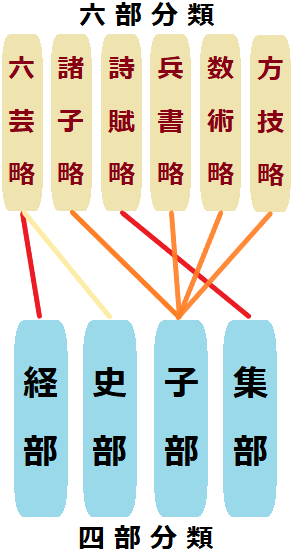
中國的圖書分類法由六部分類法轉為四部分類法